# Alcantara (materiał tekstylny)

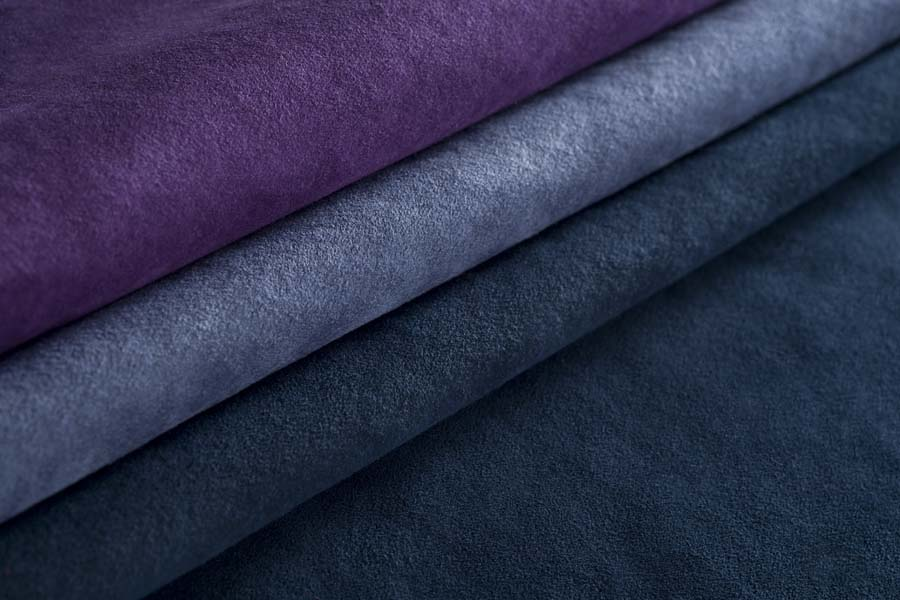
Alcantara

Alcantara – materiał używany w produkcji m.in. tapicerki meblowej, jachtowej, samolotowej i samochodowej. Wykonana z syntetycznych ultramikrowłókien. Charakteryzuje się miękkością, wytrzymałością i łatwością czyszczenia.

## Technologia
Alcantara charakteryzuje się miękkością, odpornością na ścieranie, wysoką żywotnością oraz łatwością utrzymania. Alcantarę produkuje się z bardzo drobnych, w specjalny sposób splecionych mikrowłókien poliestru i poliuretanu. Mikrowłókna te są nawet 20 razy drobniejsze od włosa ludzkiego. Poliester nadaje produktowi wytrzymałość, a poliuretan miękkość.
Producent określa technologię wytwarzania jako „wyspy na morzu”. Bardzo cienkie włókna poliestrowe (wyspy) są „pogrupowane” tak, aby można je było łatwiej obrabiać, a następnie „uwalniane”, kiedy „morze” zostaje usunięte i zastąpione poliuretanem.

## Zastosowanie
Materiały Alcantara znajdują zastosowanie w produkcji tapicerki meblowej, jachtowej, samolotowej i samochodowej. Ze względu na różnorodność parametrów należy zwrócić uwagę na zalecenia odnośnie do stosowania konkretnego materiału, np. materiały samochodowe nie nadają się do produkcji mebli.

## Historia
- 1970 – Japoński uczony Miyoshi Okamoto z firmy Toray Industries opatentował technologię produkcji materiału znanego obecnie jako Alcantara.
- 1972 – ENI Group podpisał porozumienie z Toray Industries na komercyjne wykorzystanie patentu. Partnerstwo włoskiej firmy Anic oraz japońskiej Toray zaowocowało powstaniem spółki Antor.
- 1973 – Antor przekształcił się w Iganto (akronim od „Italia Giappone ANic TOray”). 51% udziałów w nowej spółce przypadło ENI Group, a 49% Toray Industries.
- 1981 – Iganto S.p.A. zmienił nazwę na Alcantara S.p.A.
- 1998 – Uruchomiono zakłady w Nera Montoro. Produkcja wzrosła dwukrotnie.
- 2009 – Rozpoczęto produkcję w technologii przyjaznej środowisku Carbon Neutral.